# Rezoluția 548 a Consiliului de Securitate al ONU
Rezoluția 548 a Consiliului de Securitate al Organizației Națiunilor Unite, adoptată în unanimitate la 24 februarie 1984, după examinarea cererii de aderare a Sultanatului Brunei Darussalam și cercetarea raportului întocmit de Comitetul pentru admiterea de noi membri, a recomandat Adunării Generale admiterea Bruneiului ca stat membru al Organizației Națiunilor Unite.

## Efect
Adunarea Generală a admis Bruneiul ca stat membru al Organizației Națiunilor Unite la 21 septembrie 1984.